# Alianza por Georgia
Alianza por Georgia (en georgiano: ალიანსი საქართველოსთვის) fue una coalición electoral que formada en 2009 en Georgia y liderada por Irakli Alasania, exembajador en Naciones Unidas y líder de Demócratas Libres. Los partidos que conformaron Alianza de Georgia fueron: Demócratas Libres, el Partido Republicano de Georgia, el Partido Nuevas Derechas y Camino de Georgia. 

## Historia
Irakli Alasania, exembajador de Georgia ante las Naciones Unidas, se opuso al gobierno del Movimiento Nacional Unido liderado por Míjeil Saakashvili en diciembre de 2008. El 23 de febrero de 2009, Alasania, junto con los partidos Nuevas Derechas y el Partido Republicano, anunció la formación de una coalición política, la Alianza para Georgia, con Alasania como presidente. Alasania estableció su propio partido Nuestra Georgia - Demócratas Libres el 16 de julio de 2009.
La Alianza para Georgia formó parte de las protestas de 2009 que pedían la renuncia de Saakashvili y elecciones presidenciales anticipadas. En abril de 2010, el partido Camino de Georgia liderado por Salomé Zurabishvili, exministra de Asuntos Exteriores del país y futura presidenta, se unió a la Alianza. En las elecciones locales celebradas ese mismo año, la Alianza para Georgia quedó en tercer lugar, recibiendo el 9,19% de los votos. Además, Alasania se presentó a las elecciones a la alcaldía de Tiflis, donde obtuvo el 19,05% de los votos y quedó en segundo lugar, detrás de la alcaldesa titular Gigi Ugulava del Movimiento Nacional Unido.
La coalición empezó a desintegrarse inmediatamente después de las elecciones. El primero en salirse fue Sozar Subari, exfiscal general de Georgia, que retiró su candidatura un mes antes de las elecciones y abandonó la coalición al día siguiente de las mismas. El 15 de junio, Alasania anunció que disolvía la alianza y que los partidos seguirían caminos separados, pero prometieron cooperar.

## Resultados electorales

### Elecciones locales
| Elección | Votos   | %    | Representantes | +/–   | Posición |
| -------- | ------- | ---- | -------------- | ----- | -------- |
| 2010     | 156.540 | 9,19 | 8/2068         | Nuevo | 3.º      |